# Valvotextularia
Valvotextularia es un género de foraminífero bentónico considerado un sinónimo posterior de Karreriella de la subfamilia Eggerellinae, de la familia Eggerellidae, de la superfamilia Eggerelloidea, del suborden Textulariina y del orden Textulariida. Su especie tipo era Textularia catenata. Su rango cronoestratigráfico abarcaba el Holoceno.

## Discusión
Clasificaciones previas incluían Valvotextularia en la superfamilia Textularioidea, del suborden Textulariina y del orden Textulariida. Valvotextularia fue propuesto como un subgénero de Karreriella, es decir, Karreriella (Valvotextularia).

## Clasificación
Valvotextularia incluía a la siguiente especie:
- Valvotextularia catenata